# Vera Songwe
Vera Songwe (Nairobi, 1968) és una economista i executiva de banca camerunesa. L'agost 2017 Songwe va ser nomenada Secretària Executiva de la Comissió Econòmica de les Nacions Unides per a Àfrica, convertint-se en la primera dona en la història a assumir el càrrec. Ha treballat al Banc Mundial i en 2015 va ser nomenada directora regional d'Àfrica Occidental i Central de la Corporació Financera Internacional.
Forbes la va incloure en 2013 com una de les 20 Dones Joves Poderoses d'Àfrica i l'any següent l'Institut Choiseul per a la política internacional i la geoeconomia la va escollir com una de les "dirigents africanes del futur".

## Biografia
Va néixer a Nairobi i va créixer a Bamenda, al nord-oest del Camerun, on va assistir al "Our Ladies of Lourdes", una escola catòlica privada formant part de l'elit local de parla anglesa. Després d'obtenir el seu B.A. en economia i un B.A en ciència política a la Universitat de Michigan, es va doctorar en economia matemàtica a la Universitat Catòlica de Lovaina de Bèlgica. Més tard va emigrar als Estats Units, on va treballar durant tres anys a la Universitat de Michigan.

### Trajectòria professional
Va treballar per al Banc de Reserva Federal de Minneapolis, que va simultanejar amb un càrrec com a professora visitant a la Universitat de Califòrnia Del sud. En 1998 es va incorporar al Banc Mundial on va desenvolupar la seva carrera al costat de la seva mentora l'economista nigeriana Ngozi Okonjo-Iweala. En el BM va treballar en la unitat de Gestió Econòmica per a la Reducció de Pobresa (PREM) cobrint Marroc i Tunísia. Durant els anys següents va assumir funcions en la unitat PREM per a Àsia de l'Est i la regió del Pacífic.
De 2011 a 2015 va ser directora d'operacions del Banc Mundial a Cap Verd, Gàmbia, Guinea Bissau, i Mauritània. El juliol 2015 va ser nomenada Directora Regional de la Corporació Financera Internacional per a Àfrica De l'Oest i Central.
En 2011, Songwe va treballar en la iniciativa Àfrica 2.0, que tenia per objectiu reunir a joves africans en el desenvolupament del continent. És membre de la Institució Brookings, en la seva Iniciativa de Creixement d'Àfrica. Forbes la va incloure en 2013 en la seva llista de les "20 Dones Joves poderoses a Àfrica", i l'any següent l'Institut Choiseul la va escollir com una de les seves "dirigents africanes del futur". En 2014, l'African Business Review la va descriure com una de les “10 Dones Empresàries Capdavanteres a Àfrica”. En 2015 col·laborà amb la nova fundació Programa Tony Elumelu Entrepreneurship que va comprometre $100 milions de dòlars per iniciar start-up africanes.
L'agost 2017 va ser nomenada pel Secretari General de les Nacions Unides António Guterres Secretària Executiva de la Comissió Econòmica de les Nacions Unides per a Àfrica convertint-se en la novena persona i la primera dona a assumir aquest càrrec amb rang de Secretaria General Adjunta de l'ONU.